# La Haciendita, Querétaro Arteaga
La Haciendita är en ort i Mexiko.   Den ligger i kommunen Huimilpan och delstaten Querétaro Arteaga, i den centrala delen av landet, 170 km nordväst om huvudstaden Mexico City. La Haciendita ligger 2 080 meter över havet och antalet invånare är 336.
Terrängen runt La Haciendita är kuperad åt sydost, men åt nordväst är den platt. Runt La Haciendita är det ganska tätbefolkat, med 179 invånare per kvadratkilometer. Närmaste större samhälle är Santiago de Querétaro, 17,9 km norr om La Haciendita. Trakten runt La Haciendita består till största delen av jordbruksmark.